# Большой дом народа
Большой дом народа (исп. Casa Grande del Pueblo) — резиденция президента Боливии, которая сменила дворец Кемадо в 2018 году. 9 августа 2018 года во время правления Эво Моралеса Большой дом народа был выбран в качестве официальной резиденции президента Боливии, а временное правительство исполняющей обязанности президента Жанин Аньес размещалось в дворце Кемадо с 2019 по 2020 год. После инаугурации Луиса Арсе 8 ноября 2020 года Большой дом народа снова стал резиденцией президента.

## История

### Планирование
Предложение о строительстве здания было первоначально отклонено из-за муниципальных ограничений по высоте в историческом районе: мэрия Ла-Паса заявила, что схемы землепользования и заселения запрещают строительство таких зданий, а официальный представитель Луис Лугонес заявил: «Если правительство хочет построить 10 или 12-этажный дворец, то это незаконно». Однако, сторонники президента Эво Моралеса в парламенте Боливии помогли обойти закон, разрешив строительство.
Споры вокруг предполагаемого местоположения строительства здания возникли из-за Дома Аленкастре, бывшей резиденции архиепископа, построенного в 1821 году, до создания боливийского государства. Культурные и исторические группы выступили против разрушения Дома Аленкастре, но конечном итоге историческое здание было снесено.
Большой дом народа был открыт Эво Моралесом 9 августа 2018 года, строительство обошлось в 34 миллиона долларов США.

### Дизайн и особенности
29-этажная башня высотой 120 метров стала самым высоким зданием в столице Ла-Пас после завершения строительства.
В вестибюле изображена фреска с изображением Пачамамы, созданная Роберто Мамани Мамани, а в арке изображены 36 мужских и женских лиц, представляющие 36 признанных групп коренных народов Боливии. На внешней стороне изображены три символа, представляющие три климатические зоны Боливии: Анды, горы и низменности.
В здании есть вертолётная площадка, а два верхних этажа были зарезервированы для президента, в них есть тренажерный зал, спа-центр и лифт. Общая площадь президентского люкса составляет 1068 м². Спальня площадью 61 м² обставлена уникальной дизайнерской мебелью, в том числе кроватью с узорами, украшающими каркас. Ванная комната и гардеробная площадью 47 м² оборудованы душем и джакузи. Гостиная украшена картиной, на которой несколько портретов мировых политиков, включая Нельсона Манделу и Фиделя Кастро.